# Церковь Святого Георгия (Камоянц)
Церковь Святого Георгия (также известна как «Камоянц») (арм. Կամոյանց Սբ. Գևորգ) — армянская церковь XVIII века в районе Старой части города Тбилиси, Грузия. Была уничтожена по приказу Лаврентия Берии в 1937—1938 годах, наряду с десятью другими армянскими церквями города.

## История
Церковь Камоянц Св. Георгия была расположена на бывшей Дворцовой улице, возле Сквера Свободы, у современной станции метро Пл. Свободы. В литературе XIX века называлась «Калос Убани» или «Tapitagh». Церковь была довольно большой, купол был построен из красного кирпича. По данным армянского реестра церквей Тбилиси, место было представлено Бежан Беком и церковь была построена Габриэлем Камояном. Позже Карапет Котаковьянц отреставрировал здание. Дата строительства церкви точно не установлена, одни источники сообщают о 1727 годе, другие называют 1788 год.
Священник Гавриил был одним из активистов армянского освободительного движения во главе с Овсепом Эмином. Он был Посланником Овсепа Эмина и Ираклия II. Памятная книжка католикоса говорит: «Вне города Тифлиса была церковь, называемая Камоянц, священники и прихожане не могли молиться там каждый раз из-за боязни безбожных лезгинов. Затем верховный священник церкви Тер Габриэл планировал новую церковь в черте города». В записке 1765 года говорится, что церковь была построена за несколько десятилетий до этой даты. Новопостроенный храм уже был в черте города.